# Ambai Bawah
Ambai Bawah is een bestuurslaag in het regentschap Kerinci van de provincie Jambi, Indonesië. Ambai Bawah telt 1269 inwoners (volkstelling 2010).